# Polyplumaria gracilis
Polyplumaria gracilis is een hydroïdpoliep uit de familie Plumulariidae. De poliep komt uit het geslacht Polyplumaria. Polyplumaria gracilis werd in 1960 voor het eerst wetenschappelijk beschreven door Naumov. 